# Tatranská Javorina
Tatranská Javorina (Duits: Uhrngarten, Hongaars: Javorina) is een Slowaakse gemeente in de regio Prešov, en maakt deel uit van het district Poprad.
Tatranská Javorina telt 220 inwoners.